# Бао Сі
Бао Сі (*д/н — †після 771 року до н. е.) — китайська імператриця часів династії Західна Чжоу.

## Життєпис
Походження Бао Сі невідомо, ймовірно, народилася у князівстві Бао. Народилася, напевне, у столиці династії Рання або західна Чжоу, що знаходилася поблизу сучасного міста Сінань. Відомо, що у 779 році потрапляє до гарему імператора Ю-вана, стає його наложницею. Приблизно у 778 або 777 році народжує сина Бо Фу. Завдяки цьому отримує значну владу над Ю-ваном. Згодом домоглася відставки імператриці Шень та позбавлення прав на трон її сина Юджи (майбутнього імператора Пін-вана). Зрештою стає імператрицею. Особливістю Бао Сі було те, що вона ніколи не посміхалася. Чого тільки не робив Ю-ван, щоб імператриця посміхнулася. Нарешті наказав запалити вогонь сторожевої вежі. На сигнал про небезпеку знать привела численні війська з провінції. Бачачи гармидер і розгардіяш на вулицях, Бао Сі вперше засміялася. Тоді Ю-ван став регулярно запалювати вогонь на вежі. З часом до столиці приходило все менше війська. Цим вирішили скористатися родичі відставленої імператриці Шень. Вони організували заколот й напали на столицю. Ю-ван наказав запалити вогонь на сторожевих вежах, кликаючи по допомогу. Проте ніхто не прийшов. Ю-вана та його сина Бо Фу було вбито. Про долю Бао Сі є різні відомості: за одними вона надала заколотникам великий викуп й стала жити спокійно у провінції, поки під час нападу племені жун не наклала на себе руки. Втім ймовірнішою є інша версія: новий імператор Пін-ван віддав Бао Сі як заручницю вождю племені жун як запоруку миру. Втім імператор не збирався повертати Бао Сі до Китаю. Тож напевне вона сконала у степовому таборі сюнну.